# Cyrtanthus
Cyrtanthus és un gènere de plantes bulboses amarilidàcies. El nom científic «Cyrtanthus» va ser encunyat per William Aiton el 1789 i prové del grec «kyrtos», que significa corbat i «anthos», flor, en referència a les flors amb forma de tub corbat que presenten diverses espècies del gènere.
Aquest gènere consta de 55 espècies que es distribueixen des del Sudan fins a Àfrica del Sud. Diverses espècies es cultiven com plantes ornamentals

## Descripció
Són plantes herbàcies perennes amb bulb. La forma i el color de les fulles és variable segons les espècies.
Les flors són erectes i reunides en umbel·les en l'extremitat d'un escap buit. La forma i color de les flors també varia segons les espècies. El perigoni pot ser infundibuliforme, estrellat o tubular i està compost de sis tèpals units entre ells en la seva part basal. El fruit és una càpsula que conté moltes llavors aplanades i amb ales.

## Ecologia

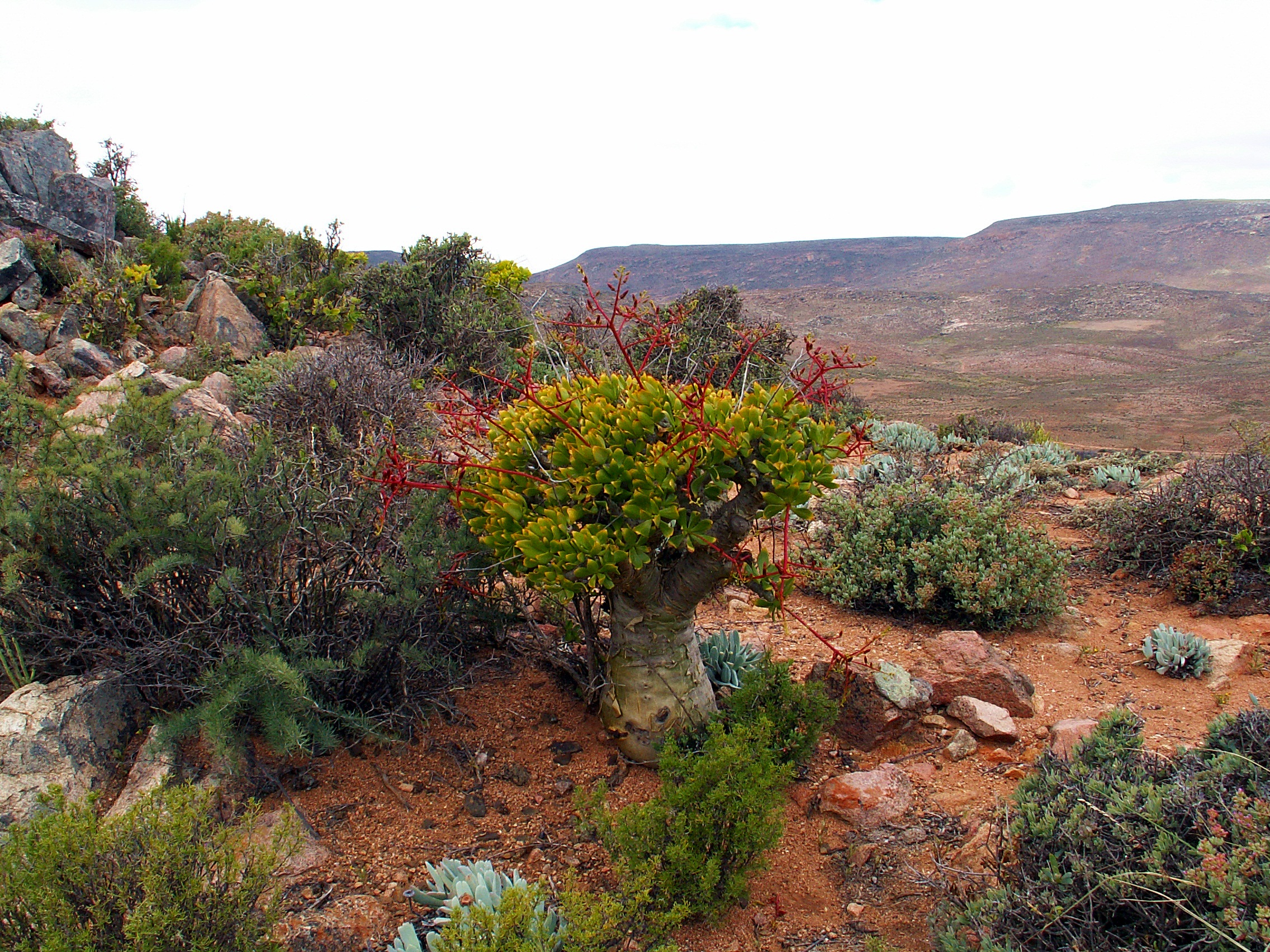
Vista del Parc Nacional de Richtersveld on hi viuen diverses espècies de Cyrtanthus.

La majoria de les espècies del gènere floreixen a finals d'estiu i mitjans de tardor. No obstant, hi ha excepcions com en C. galpinii —nativa de Mpumalanga— que floreix des del principi fins finals d'hivern i C. falcatus —de Drakensberg— que floreix a l'inici de primavera.

### Espècies

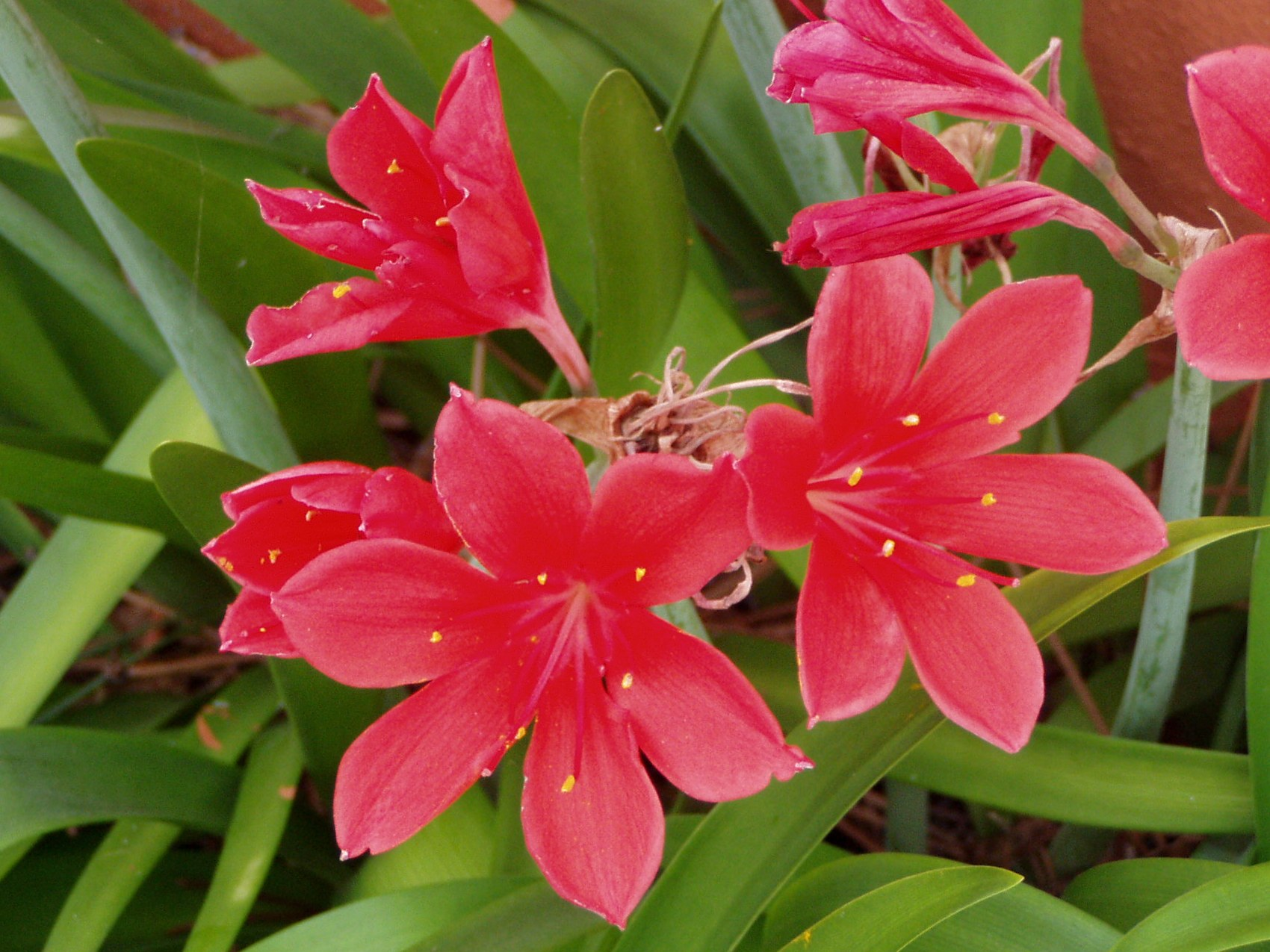
Cyrtanthus elatus (sin. Vallota speciosa).

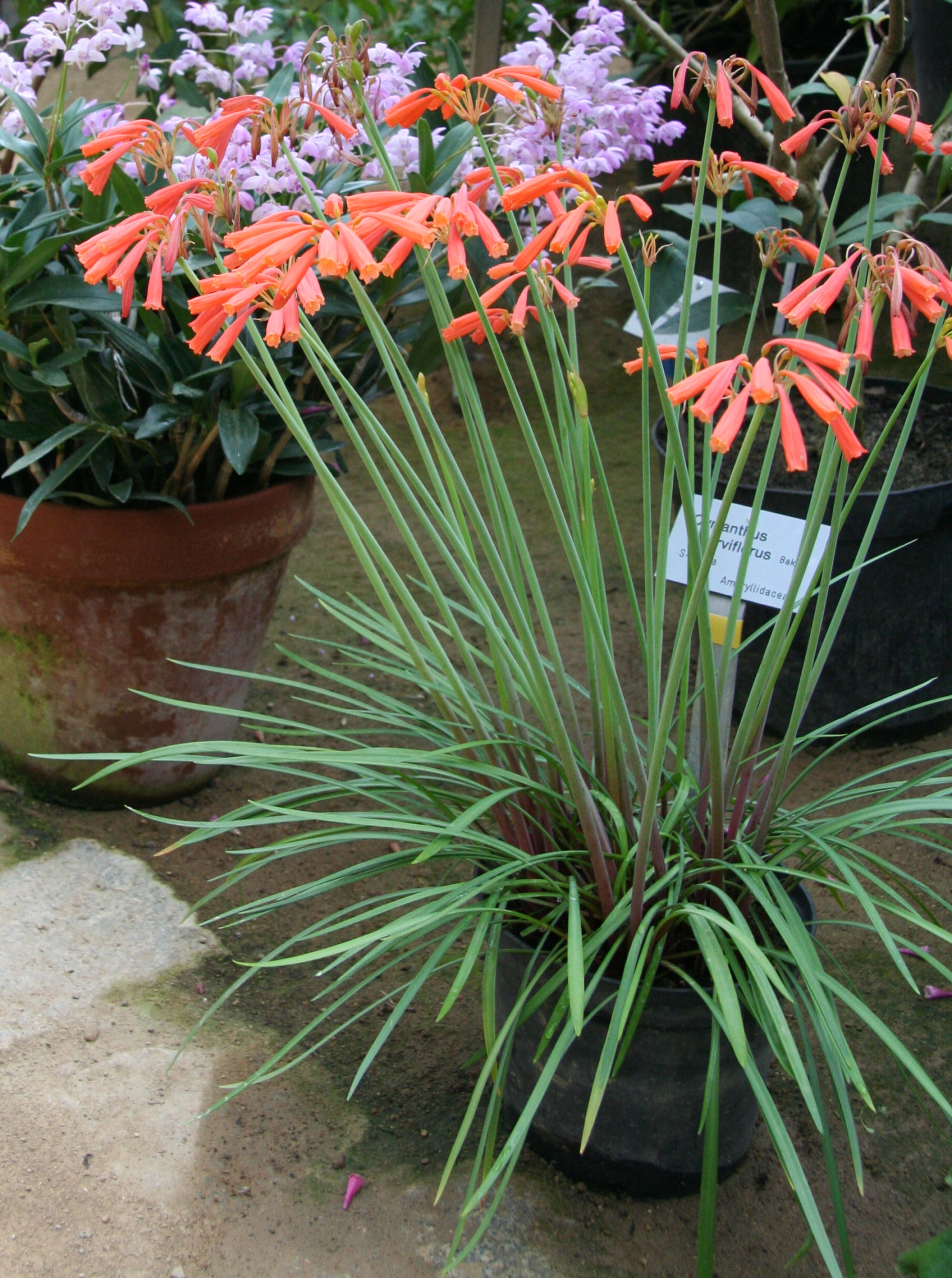
Cyrtanthus brachyscyphus.

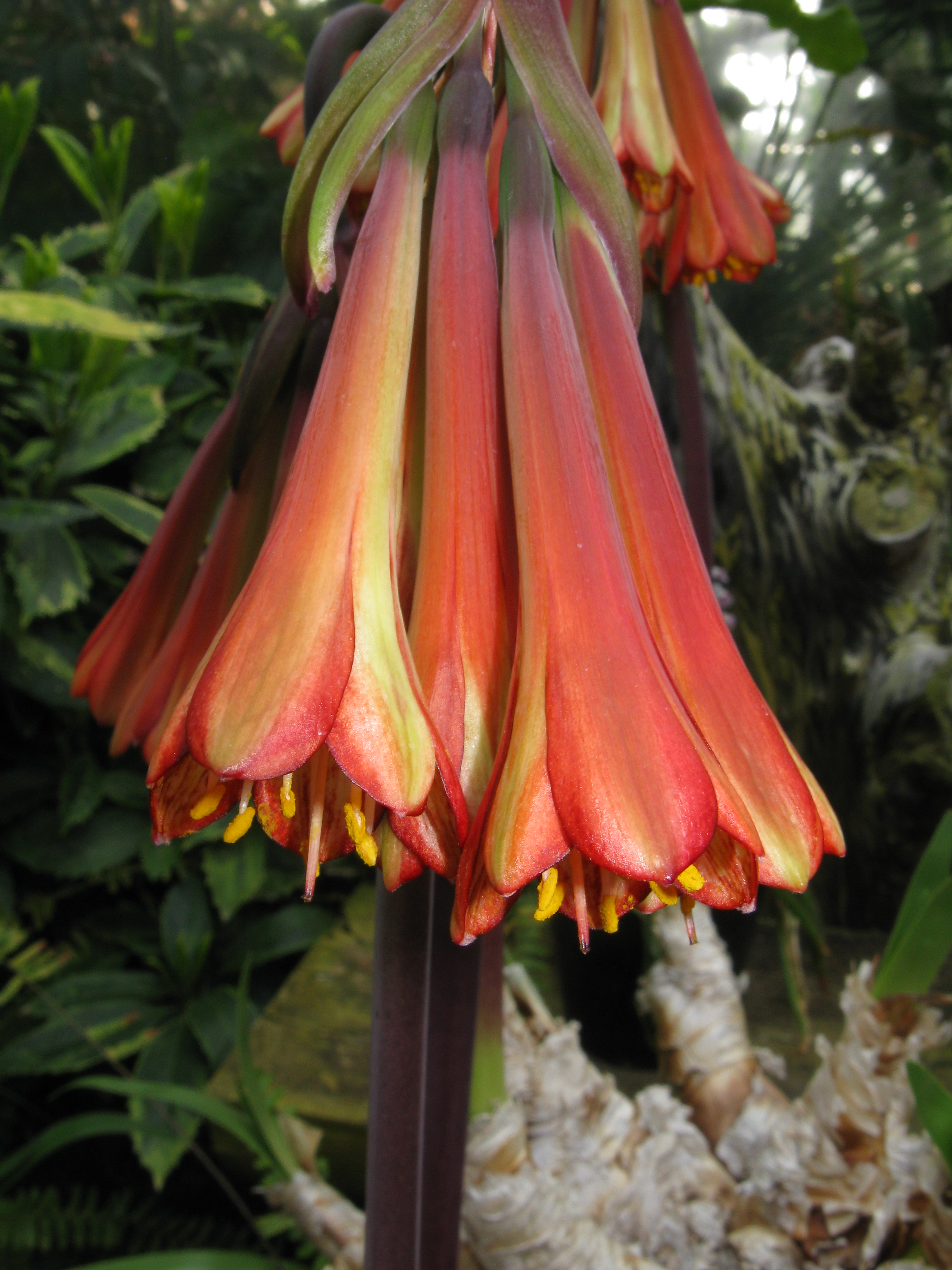
Cyrtanthus falcatus.

- Cyrtanthus angustifolius (L.f.) Aiton, Hort. Kew. 1: 414 (1789).
- Cyrtanthus attenuatus R.A.Dyer, Herbertia 6: 80 (1939 publ. 1940). Lesoto.
- Cyrtanthus bicolor R.A.Dyer, Herbertia 6: 87 (1939 publ. 1940). Mpumalanga a Suazilàndia.
- Cyrtanthus brachyscyphus Baker, Handb. Amaryll.: 55 (1888). KwaZulu-Natal.
- Cyrtanthus brachysiphon Hilliard i B.L.Burtt, Notes Roy. Bot. Gard. Edinburgh 43: 189 (1986). KwaZulu-Natal.
- Cyrtanthus breviflorus Harv., Thes. Cap. 2: 25 (1863). Kenya.
- Cyrtanthus carneus Lindl., Edwards's Bot. Reg. 17: t. 1462 (1832).
- Cyrtanthus clavatus (L'Hér.) R.A.Dyer, Herbertia 6: 99 (1939 publ. 1940).
- Cyrtanthus collinus Ker Gawl., Bot. Reg. 2: t. 162 (1817).
- Cyrtanthus contractus N.E.Br., Fl. Pl. South Africa 1: t. 4 (1921).
- Cyrtanthus debilis Snijman, Bothalia 31: 32 (2001). (Muntanyes Outeniqua).
- Cyrtanthus elatus (Jacq.) Traub, Pl. Life 25: 48 (1969).
- Cyrtanthus epiphyticus J.M.Wood, Bull. Misc. Inform. Kew 1913: 182 (1913). Província Oriental del Cap a KwaZulu-Natal.
- Cyrtanthus erubescens Killick, Bothalia 7: 412 (1960). KwaZulu-Natal.
- Cyrtanthus eucallus R.A.Dyer, Bothalia 8: 163 (1964). Mpumalanga.
- Cyrtanthus falcatus R.A.Dyer, Herbertia 6: 76 (1939 publ. 1940). KwaZulu-Natal.
- Cyrtanthus fergusoniae L.Bolus, S. African Gard. 21: 77 (1931).
- Cyrtanthus flammosus Snijman & Van Jaarsv., Fl. Pl. Africa 54: t. 2120 (1995). Provincia Oriental del Cap
- Cyrtanthus flanaganii Baker in W.H.Harvey & auct. suc. (editors), Fl. Cap. 6: 582 (1897).
- Cyrtanthus flavus Barnes, S. African Gard. 21: 77 (1931).
- Cyrtanthus galpinii Baker, Bull. Misc. Inform. Kew 1892: 83 (1892).
- Cyrtanthus guthrieae L.Bolus, Ann. Bolus Herb. 3: 79 (1921).
- Cyrtanthus helictus Lehm., Index Seminum (HBG) 1839: 7 (1839).
- Cyrtanthus herrei (F.M.Leight.) R.A.Dyer, Fl. Pl. Africa 33: t. 1281 (1959). Namíbia
- Cyrtanthus huttonii Baker, Handb. Amaryll.: 55 (1888).
- Cyrtanthus inaequalis O'Brien, Gard. Chron. 1905(1): 261 (1905).
- Cyrtanthus junodii Beauverd, Bull. Herb. Boissier, II, 7: 437 (1907).
- Cyrtanthus labiatus R.A.Dyer, Bothalia 13: 135 (1980).
- Cyrtanthus leptosiphon Snijman, Bothalia 29: 259 (1999).
- Cyrtanthus leucanthus Schltr., Bot. Jahrb. Syst. 24: 454 (1897).
- Cyrtanthus loddigesianus (Herb.) R.A.Dyer, Bothalia 12: 627 (1979).
- Cyrtanthus mackenii Hook.f., Gard. Chron. 1869: 641 (1869).
- Cyrtanthus macmasteri Snijman, Bothalia 33: 145 (2003).
- Cyrtanthus macowanii Baker, Gard. Chron., n.s., 4: 98 (1875). Mpumalanga
- Cyrtanthus montanus R.A.Dyer, Fl. Pl. Africa 44: t. 1756 (1977).
- Cyrtanthus nutans R.A.Dyer, Fl. Pl. Africa 30: t. 1182 (1955). KwaZulu-Natal a Suazilàndia.
- Cyrtanthus obliquus (L.f.) Aiton, Hort. Kew. 1: 414 (1789).
- Cyrtanthus obrienii Baker, Gard. Chron. 1894(1): 716 (1894).
- Cyrtanthus ochroleucus (Herb.) Burch. ex Steud., Nomencl. Bot., ed. 2, 1: 475 (1840).
- Cyrtanthus odorus Ker Gawl., Bot. Reg. 6: t. 503 (1821).
- Cyrtanthus rhodesianus Rendle, J. Linn. Soc., Bot. 40: 211 (1911). S. Trop. Africa (Muntanyes Chimanimani).
- Cyrtanthus rhododactylus Stapf, Bot. Mag. 153: t. 9175 (1929).
- Cyrtanthus rotundilobus N.E.Br., Fl. Pl. South Africa 1: t. 37 (1921).
- Cyrtanthus sanguineus (Lindl.) Walp., Ann. Bot. Syst. 3: 616.
- Cyrtanthus smithiae Watt ex Harv., Gen. S. Afr. Pl.: 338 (1838).
- Cyrtanthus spiralis Burch. ex Ker Gawl., Bot. Reg. 2: t. 167 (1817).
- Cyrtanthus staadensis Schönland, Rec. Albany Mus. 3: 61 (1914).
- Cyrtanthus stenanthus Baker in W.H.Harvey & auct. suc. (editors), Fl. Cap. 6: 532 (1897)..
- Cyrtanthus striatus Herb., Bot. Mag. 52: t. 2534 (1824).
- Cyrtanthus suaveolens Schönland, Rec. Albany Mus. 3: 62 (1914).
- Cyrtanthus thorncroftii C.H.Wright, Bull. Misc. Inform. Kew 1909: 421 (1910).
- Cyrtanthus tuckii Baker, J. Bot. 14: 183 (1876). Sudáfrica.
- Cyrtanthus ventricosus Willd., Sp. Pl. 2: 49 (1799).
- Cyrtanthus wellandii Snijman, Bothalia 29: 261 (1999).
- Cyrtanthus welwitschii Hiern ex Baker, J. Bot. 16: 197 (1878).